# Vodafone Türkiye
Vodafone Türkiye (kurzzeitig Telsim Vodafone, davor Telsim Telekomünikasyon A.Ş.) ist einer der größten Mobilfunkanbieter in der Türkei zusammen mit Turkcell sowie Türk Telekom.
Das im Mai 1994 als Telsim gegründete Unternehmen war nach Turkcell sowie vor Avea das zweitgrößte Mobilfunkunternehmen der Türkei. Das Unternehmen hatte etwa zehn Millionen Kunden und deckte damit etwa 25 % des türkischen Markts ab, als es 2005 für 4,55 Milliarden US-Dollar von der Vodafone Group übernommen wurde. Nach der Übernahme hieß das Unternehmen bis zum 31. März 2007 vorübergehend Telsim Vodafone. 2011 hatte das Unternehmen Vodafone Türkiye 17,5 Millionen aktive Kunden und somit einen Marktanteil von 28 %.
Am 15. Juli 2017 wurde den Vertragspartnern von Vodafone Türkiye eine persönliche Videobotschaft in Bezug auf den Putschversuch in der Türkei 2016 von Recep Tayyip Erdoğan zugespielt, was vielfach kritisiert wurde.